# Wild Planet
Wild Planet ist das zweite Album der Musikgruppe The B-52’s.

## Allgemeines
Die B-52's nahmen ihr zweites Album im April 1980 auf den Bahamas auf und veröffentlichten es im September desselben Jahres. Sie produzierten es selbst mit und experimentierten hier zum ersten Mal mit elektronischer Musik.

## Coverabbildung
Das Cover ist an den Stil des Debütalbums angelehnt; die Gruppe sitzt auf weißen Metallstühlen bzw. steht in lässiger Pose vor einem roten Hintergrund. Die Frisuren der Sängerinnen sowie die kitschigen Outfits der beiden Frauen sind ähnlich wie beim ersten Album. Das Foto stammt von Lynn Goldsmith.

## Zu einzelnen Titeln
Die Platte beginnt mit dem Stück Party out of bounds. Das Stück erinnert an die Lieder Rock Lobster und Dance this mess around des ersten Albums. Der Titel ist an Fred Schneiders Radiosendung auf Sirius Satellite Radio angelehnt, bezieht sich aber auch auf eine Benefizveranstaltung, die jährlich in Athens (Georgia), der Heimatstadt der Band, abgehalten wird.
Der vierte Titel lautet give me back my man. Er baut auf Cindy Wilsons melodischen, breiten und eindringlichen, summenden Gesang auf. Den Refrain, „I'll give you fish, I'll give you candy“ (deutsch:„Ich werde dir Fisch und Süßigkeiten geben“), singt sie trotz seines parodistischen oder komischen Gehalts sehr emotional.
Der fünfte Titel, Private Idaho, bildet gleichzeitig den Schluss der ersten Seite der LP-Veröffentlichung. Er zeichnet sich durch rockige Gitarrenriffs aus. Das Lied diente auch als Namensgeber für den Film My Private Idaho.
Der siebte Titel, Quiche Lorraine, bezieht sich auf den Namen eines Pudels.
Das Album endet mit dem Stück  53 miles west of venus. Der Text, der nur aus dem Titel besteht, wird bis zum Schluss gesungen.

## Titelliste
1. Party Out of Bounds – 3:21
2. Dirty Back Road – 3:21
3. Runnin' Around – 3:09
4. Give Me Back My Man – 4:00
5. Private Idaho – 3:35
6. Devil in My Car – 4:28
7. Quiche Lorraine – 3:58
8. Strobe Light – 3:59
9. 53 Miles West of Venus – 4:53

## Chartplatzierungen
Album
| Year | Chart                | Position |
| ---- | -------------------- | -------- |
| 1980 | Billboard Pop Albums | 18       |

Singles
| Year | Single                                                  | Chart                       | Position |
| ---- | ------------------------------------------------------- | --------------------------- | -------- |
| 1980 | "Private Idaho/Give Me Back My Man/Party Out Of Bounds" | Billboard Club Play Singles | 5        |
| 1980 | "Private Idaho"                                         | Billboard Pop Singles       | 74       |